# Arcangelisia tympanopoda
Arcangelisia tympanopoda är en tvåhjärtbladig växtart som först beskrevs av Karl Moritz Schumann och Lauterb., och fick sitt nu gällande namn av Friedrich Ludwig Diels. Arcangelisia tympanopoda ingår i släktet Arcangelisia och familjen Menispermaceae. Inga underarter finns listade i Catalogue of Life.